# 果果台客
《果果台客》是台灣音樂人劉劭希的第6張個人專輯，於2005年發行。一共10首新曲，5首重新混音曲，皆使用客語演唱。劉劭希繼上一張客語創作專輯《八方來客》之後，再度入圍金曲獎，並獲得最佳客語演唱人獎。
劉劭希家鄉東勢鎮居民以產水果為業，《果果台客》便以種水果的臺灣客家人為旨，勉勵遭受災變的務農同胞別被眼前的困境擊倒。而第9曲〈刺客列傳〉，以荊軻行刺嬴政的故事為本、楊儒門的事蹟為輔，以歌曲表達對農民生計問題的關懷。

## 曲目
1. 果果台客
2. 瞬間
3. 山狗呔
4. 54187
5. 山歌浪子
6. 艷陽天
7. 青草地
8. 都馬四韻
9. 刺客列傳
10. 亂唱歌
11. 三藩市的咖啡屋
12. 下午三點五十分
13. 青鳥詞
14. 那年秋天
15. 十一月涼風

## 獎項
- 金曲獎
  - 2006年度：最佳客語演唱人
  - 2006年度：最佳音樂錄影帶導演—「青鳥詞」（提名）
  - 2006年度：最佳客語專輯（提名）

- 客家音樂MV創作大賽
  - 2005年度：現代流行歌曲組，哈客薪傳獎—「青鳥詞」
  - 2006年度：現代流行歌曲組，最佳創意獎—「山狗呔」

## 外部連結
- 劉劭希 就是愛玩網 94ione.com
- 果果台客專輯 完整試聽[永久]